# The Wonderful World of Julie London
The Wonderful World of Julie London — студийный альбом американской певицы Джули Лондон, выпущенный в 1963 году на лейбле Liberty Records. Продюсером альбома выступил Снафф Гарретт, аранжировщиком — Эрни Фриман.
На альбоме представлены как поп-стандарты, так и современные хиты 1960-х годов. Это также последний альбом Лондон, попавший в чарт Billboard 200 — на 136 позицию.

## Отзывы критиков
Грег Адамс из AllMusic назвал альбом свежим и современным, без заимствований из рока, а также отметил, что на нём прекрасно сочетаются стандарты Коула Портера наряду с современными песнями Дока Помуса и Морта Шумана, и прекрасный знойный голос Лондон. Это был, по его мнению, последний альбом исполнительницы, который до сих пор приятно слушать, но он не такой вневременной и привлекательный, как её традиционные поп-записи.

## Список композиций
| №  | Название                       | Автор(ы)                   | Длительность |
| -- | ------------------------------ | -------------------------- | ------------ |
| 1. | «I’m Coming Back to You»       | Артур Кент, Эд Уоррен      | 2:22         |
| 2. | «Soft Summer Breeze»           | Эдди Хейвуд, Джуди Спенсер | 2:10         |
| 3. | «Can’t Get Used to Losing You» | Док Помус, Морт Шуман      | 2:23         |
| 4. | «A Taste of Honey»             | Бобби Скотт, Рик Мэрлоу    | 3:18         |
| 5. | «Little Things Mean a Lot»     | Карл Стутц, Эдит Линдман   | 2:55         |
| 6. | «In the Still of the Night»    | Коул Портер                | 2:46         |

| №                   | Название                             | Автор(ы)                                       | Длительность |
| ------------------- | ------------------------------------ | ---------------------------------------------- | ------------ |
| 1.                  | «Love for Sale»                      | Коул Портер                                    | 3:02         |
| 2.                  | «When Snowflakes Fall in the Summer» | Барри Манн, Синтия Вайль                       | 1:48         |
| 3.                  | «How Can I Make Him Love Me?»        | Док Помус, Морт Шуман                          | 1:58         |
| 4.                  | «Say Wonderful Things»               | Филипп Грин, Норман Ньюэлл                     | 2:25         |
| 5.                  | «Guilty Heart»                       | Джимми Хаскелл, Альфред Перри, Барри Де Ворзон | 2:22         |
| 6.                  | «I Love You and Don’t You Forget It» | Генри Манчини, Эл Стиллман                     | 2:15         |
| Общая длительность: | Общая длительность:                  | Общая длительность:                            | 29:59        |

## Чарты
| Чарт (1963)         | Высшая позиция |
| ------------------- | -------------- |
| США (Billboard 200) | 136            |